# 維利內 (下錫羅霍濟市鎮)
46°50′24″N 34°36′44″E / 46.84000°N 34.61222°E
維利內（烏克蘭語：Вільне）是位於烏克蘭南部的村莊，由赫爾松州海尼切斯克區的下錫羅霍濟市鎮負責管轄。該村面積41.6平方公里，海拔高度52米，2001年人口587，人口密度每平方公里14.1人。